# ライモンド・カステッリ
ライモンド・カステッリ（Raimondo Castelli）は、イタリアの映画プロデューサーである。女優シルヴァ・コシナと結婚していたことで知られる。生年不詳。

## 来歴・人物
1958年、マクシマ・フィルム、ガリュス・フィルム、モンテルーチェ・フィルムが製作した映画『夏物語』に「協力ユニット製作主任 associate unit manager」としてクレジットされたのが、現在確認できる最初の映画界での記録である。同作に出演したまだ脇役の女優であるシルヴァ・コシナと1960年から同棲を始める。カトリック教会のもとにすでに結婚をした戸籍上の妻マリネッラが離婚を拒絶、1967年にメキシコでシルヴァと結婚式を挙げるが、認められぬまま1971年には離婚した。
その後1973年、ロベルト・ロヨラ率いるロベルト・ロヨラ・チネマトグラフィカでプロデューサーとして復活する。それがルイジ・ザンパ監督の『メス、白いマフィア Bisturi, la mafia bianca』（日本未公開）で、同作は第26回カンヌ国際映画祭コンペティション部門で上映される。
1977年からは、フルヴィオ・ルチザーノ率いるイタリアン・インターナショナル・フィルムで現場の製作統括を取り仕切る仕事を始めた。主演俳優に脚本の共同執筆に参加させたり、監督をさせたりするルチザーノのプロデュース手法を現場から支え、1980年にはふたたびプロデューサーに返り咲く。プロデュース作『私とカテリーナ Io e Caterina』（日本未公開）は、人気俳優のアルベルト・ソルディを監督・脚本・主演に起用、かつて『夏物語』で共同脚本に参加したロドルフォ・ソネゴに脚本をフォローさせ、音楽も『夏物語』以来のピエロ・ピッチオーニを起用した。
1982年にはまた現場の製作主任に戻り、その後の消息はわからない。

## フィルモグラフィ
- 夏物語 Racconti d'estate　1958年　製作主任　監督・脚本ジャンニ・フランチョリーニ、原案・脚本アルベルト・モラヴィア、共同脚本セルジオ・アミディ、エドアルド・アントン、ルネ・バルジャヴェル、エンニオ・フライアーノ、ロドルフォ・ソネゴ、共同脚本・主演アルベルト・ソルディ、製作マリオ・チェッキ・ゴーリ、製作主任ピオ・アンジェレッティ、音楽ピエロ・ピッチオーニ、主演ミシェル・モルガン、マルチェロ・マストロヤンニ、シルヴァ・コシナ（製作マクシマ・フィルム、ガリュス・フィルム、モンテルーチェ・フィルム）

- メス、白いマフィア Bisturi, la mafia bianca　1973年　製作総指揮　監督ルイジ・ザンパ、脚本マッシモ・デ・リタ 、アルドゥイノ・マイウリ、撮影ジュゼッペ・ルゾリーニ、音楽リズ・オルトラーニ、主演ガブリエレ・フェルゼッティ、センタ・バーガー、エンリコ・マリア・サレルノ　（製作ロベルト・ロヨラ・チネマトグラフィカ）　※第26回カンヌ国際映画祭コンペティション部門上映

- Tre tigri contro tre tigri　1977年　製作統括　監督・脚本セルジオ・コルブッチ、ステーノ、共同脚本マリオ・アメンドラ、フランコ・カステラーノ、ジャコモ・グェリニ、ジュゼッペ・モッチア、共同脚本・主演レナート・ポツェット、コーキ・ポンツォーニ、音楽グイド&マウリツィオ・デ・アンジェリス、製作レナート・インファシェッリ、フルヴィオ・ルチザーノ、出演ナンニ・ロイ（本人役）　（製作プリメックス、製作配給イタリアン・インターナショナル・フィルム）

- Il... Belpaese　1977年　製作統括　監督・脚本ルチアーノ・サルチェ、共同脚本フランコ・カステラーノ、ジュゼッペ・モッチア、共同脚本・主演パオロ・ヴィラッジョ、音楽ジャンニ・ボンコンパニ、ピエルジョルジョ・ファリーナ、パオロ・オルミ、製作フルヴィオ・ルチザーノ、主演シルヴィア・ディオニシオ　（製作配給イタリアン・インターナショナル・フィルム）

- Io tigro, tu tigri, egli tigra　1978年　製作統括　監督ジョルジョ・カピターニ、共同監督・脚本・主演レナート・ポツェット、共同脚本・主演コーキ・ポンツォーニ、共同脚本・音楽ヴィンチェンツォ・ジャンナッチ、共同脚本ジャンニ・マンガネッリ、イタロ・テルツォーリ、エンリコ・ヴァイネ、音楽ピエロ・ウミリアーニ、製作フルヴィオ・ルチザーノ、出演パオロ・ヴィラッジョ　（製作配給イタリアン・インターナショナル・フィルム）

- Amore in prima classe　1979年　製作統括　監督・原案・脚本サルヴァトーレ・サンペリ、原案・共同脚本・助監督ジョルジョ・バジーレ、共同脚本・音楽ジャンフランコ・マンフレディ、音楽ロベルト・コロンボ、主演シルヴィア・クリステル、エンリコ・モンテサーノ

- ピンク・ロブスター Aragosta a colazione　1979年　製作主任　監督ジョルジオ・カピターニ、脚本ジャック・ドルフマン、ギー・リオネル、フランコ・マロッタ、ラウラ・トスカーノ、音楽ピエロ・ウミリアーニ、製作フルヴィオ・ルチザーノ、主演エンリコ・モンテサーノ、クロード・ブラッスール、ジャネット・アグレン、クローディーヌ・オージェ、シルヴィア・ディオニシオ　（製作配給イタリアン・インターナショナル・フィルム、共同製作U.C.E.、伊仏合作）

- 私とカテリーナ Io e Caterina　1980年　製作総指揮　監督・脚本・主演アルベルト・ソルディ、共同脚本ロドルフォ・ソネゴ、音楽ピエロ・ピッチオーニ、主演エドウィジュ・フェネシュ、カトリーヌ・スパーク、ヴァレリア・ヴァレーリ、ロッサノ・ブラッツィ、製作総指揮ジャンニ・ヘクト・ルカリ、製作主任ミシェール・ゲルマーノ、ピエロ・ラッツァーリ　（製作配給イタリアン・インターナショナル・フィルム、共同製作カルタゴ・フィルム、イタリア放送協会、伊仏合作）

- Il casinista　1980年　製作統括　監督・脚本ピエル・フランチェスコ・ピニトーレ、共同脚本マリオ・カステラッチ、音楽アレッサンドロ・アレッサンドローニ、製作フルヴィオ・ルチザーノ、主演ピッポ・フランコ、レンツォ・モンタニャーニ　（製作配給イタリアン・インターナショナル・フィルム）

- Arrivano i bersaglieri　1980年　製作主任　監督・脚本ルイジ・マーニ、音楽アルマンド・トロヴァヨーリ、製作フルヴィオ・ルチザーノ、主演ウーゴ・トニャッツィ、ジョヴァンナ・ラリ　（製作配給イタリアン・インターナショナル・フィルム、共同製作ファクトリー・フィルムズ）

- 厄介な仕事 La Gatta da pelare　1981年　製作統括　監督・原案・脚本・音楽・主演ピッポ・フランコ、共同脚本ウーゴ・リベラトーレ、共同脚本・出演ジャンカルロ・マガッリ、製作フルヴィオ・ルチザーノ　（製作配給イタリアン・インターナショナル・フィルム、共同製作イタリア放送協会）

- ナース助手 Il paramedico　1982年　製作主任　監督・脚本セルジオ・ナスカ、共同脚本・主演エンリコ・モンテサーノ、共同脚本ラウラ・トスカーノ、フランコ・マロッタ、ジャンフランコ・マンフレディ、ルチアーノ・ヴィンチェンツォーニ、音楽アルマンド・トロヴァヨーリ、製作フルヴィオ・ルチザーノ、主演エドウィジュ・フェネシュ　（製作配給イタリアン・インターナショナル・フィルム）

## 註
1. ↑  IMDbのBiography for Sylva Koscinaを参照。